# 家畜改良センター
独立行政法人家畜改良センター（かちくかいりょうセンター、英語：National Livestock Breeding Center）は、独立行政法人家畜改良センター法（平成11年12月22日法律第185号）により設立された農林水産省所管の独立行政法人。

## 概要
家畜改良センターは、「家畜の改良及び増殖並びに飼養管理の改善、飼料作物の増殖に必要な種苗の生産及び配布等を行うことにより、優良な家畜の普及及び飼料作物の優良な種苗の供給の確保を図ること」（独立行政法人家畜改良センター法3条）を目的とする独立行政法人である。
主な業務は以下の通り。
- 家畜改良及び飼養管理の改善等
- 飼料作物の増殖に必要な種苗の生産・供給
- 飼料作物種苗の検査
- 調査研究
- 講習及び指導
- 家畜改良増殖法に基づく検査等
- 牛のトレーサビリティ法に基づく事務等
- センターの人材・資源を活用した外部支援

## 牧場
- 本所
  - 本所／本部地区 - 福島県西白河郡西郷村大字小田倉字小田倉原1番地
- 牧場
  - 新冠牧場 - 北海道日高郡新ひだか町静内御園
  - 十勝牧場 - 北海道河東郡音更町駒場並木
  - 奥羽牧場 - 青森県上北郡七戸町字鶴児平
  - 岩手牧場 - 岩手県盛岡市下厨川
  - 茨城牧場 - 茨城県筑西市藤ヶ谷
    - 茨城牧場長野支場 - 長野県佐久市新子田

  - 岡崎牧場 - 愛知県岡崎市大柳町
  - 兵庫牧場 - 兵庫県たつの市揖西町
  - 鳥取牧場 - 鳥取県東伯郡琴浦町
  - 熊本牧場 - 熊本県玉名市横島町
  - 宮崎牧場 - 宮崎県小林市細野

## 沿革
家畜改良センターは、1872年（明治5年）、現在の北海道新ひだか町に創設された開拓使所管牧場（後の新冠御料牧場）に始まる。明治時代中期以降、1894年（明治27年）に勃発した日清戦争を初めとした戦争・軍事行動が増えたため、軍事用の馬（軍馬）を育成する必要が高まった。このため、各地に相次いで種馬所や軍馬補充部などが設立された。1928年（昭和3年）には、農家の副業としての畜産（副業畜産）を奨励するため、種鶏場（終戦までに5場）も設立された。戦前には、この種馬所や種鶏場において、馬及び鶏を中心に家畜の改良増殖を行った。
種馬所・種鶏場は、1946年（昭和21年）5月に、種畜牧場と名称が統一されるとともに、26牧場に再編された。種畜牧場では、乳用牛、肉用牛、豚、鶏、馬、めん羊、山羊等の改良増殖、飼料作物種子の増殖等を実施することとなった。その後、種畜牧場は、畜産事情の変化に対応して統廃合がなされ、1960年代（昭和30年代後半）には、肉用牛及び豚の改良増殖推進のために阿蘇、鹿児島及び茨城の3支場が設立された。
1990年（平成2年）10月には農林水産省家畜改良センターを設立し、従来相互に独立していた各牧場を、同センターの内部組織として位置付け、体制強化を図ることとなった。これにより、1991年（平成3年）から始められた牛肉の輸入自由化など、畜産をめぐる厳しい情勢と、行政監察による改善勧告等に対応した。
2001年（平成13年）4月1日には、特定独立行政法人家畜改良センターに移行した。これは、行政改革大綱（平成12年12月1日閣議決定）を踏まえ、新たな時代にふさわしい行政組織・制度への転換を目指す観点から行われたものである。さらに、2006年（平成18年）4月から、非特定独立行政法人家畜改良センターとなり、役職員の非公務員化が図られた。これは、総務省政策評価・独立行政法人評価委員会が示した「勧告の方向性」（平成17年11月14日付、政独第18号）における指摘事項を踏まえたものである。
2009年（平成21年）に長野牧場を茨城牧場の支場としたため、以後、1本所、10牧場、1支場の体制となっている。
- 本所：家畜改良センター本所（福島県）
- 牧場：新冠、十勝、奥羽、岩手、茨城、岡崎、兵庫、鳥取、熊本、宮崎
- 支場：長野（本場は茨城）

### 略年表
- 1990年（平成2年）　農林水産省家畜改良センター開設
- 2001年（平成13年）　独立行政法人となる